# Општина Домашња (Караш-Северин)
Домашња (рум. Domaşnea) општина је у Румунији у округу Караш-Северин.
Oпштина се налази на надморској висини од 564 m.